# Pietro Frua
Pietro Frua (2 mai 1913 à Turin - 28 juin 1983 à Turin) est un designer automobile italien, actif en particulier pour Pininfarina, Frua, et Ghia, des années années 1930 aux années 1970,,.

## Biographie
Pietro Frua est le fils de Carlo et Angela Frua. Sa mère était couturière et son père employé de bureau chez Fiat de Turin. Après avoir suivi des études secondaires et avoir obtenu un diplôme de dessinateur technique de l'école Scuola Allievi du Lingotto Fiat de Turin, il occupe son premier emploi dans les établissements de la carrosserie Stabilimenti Farina (en) (futur Pininfarina de Turin) comme dessinateur. C'est à partir de ce premier travail dans le domaine de l'automobile que le jeune Pietro commencera une importante carrière qui l'amène, à l'âge de vingt-deux ans à peine, à occuper le poste de directeur du « Centro Stile Stabilimenti Farina ».

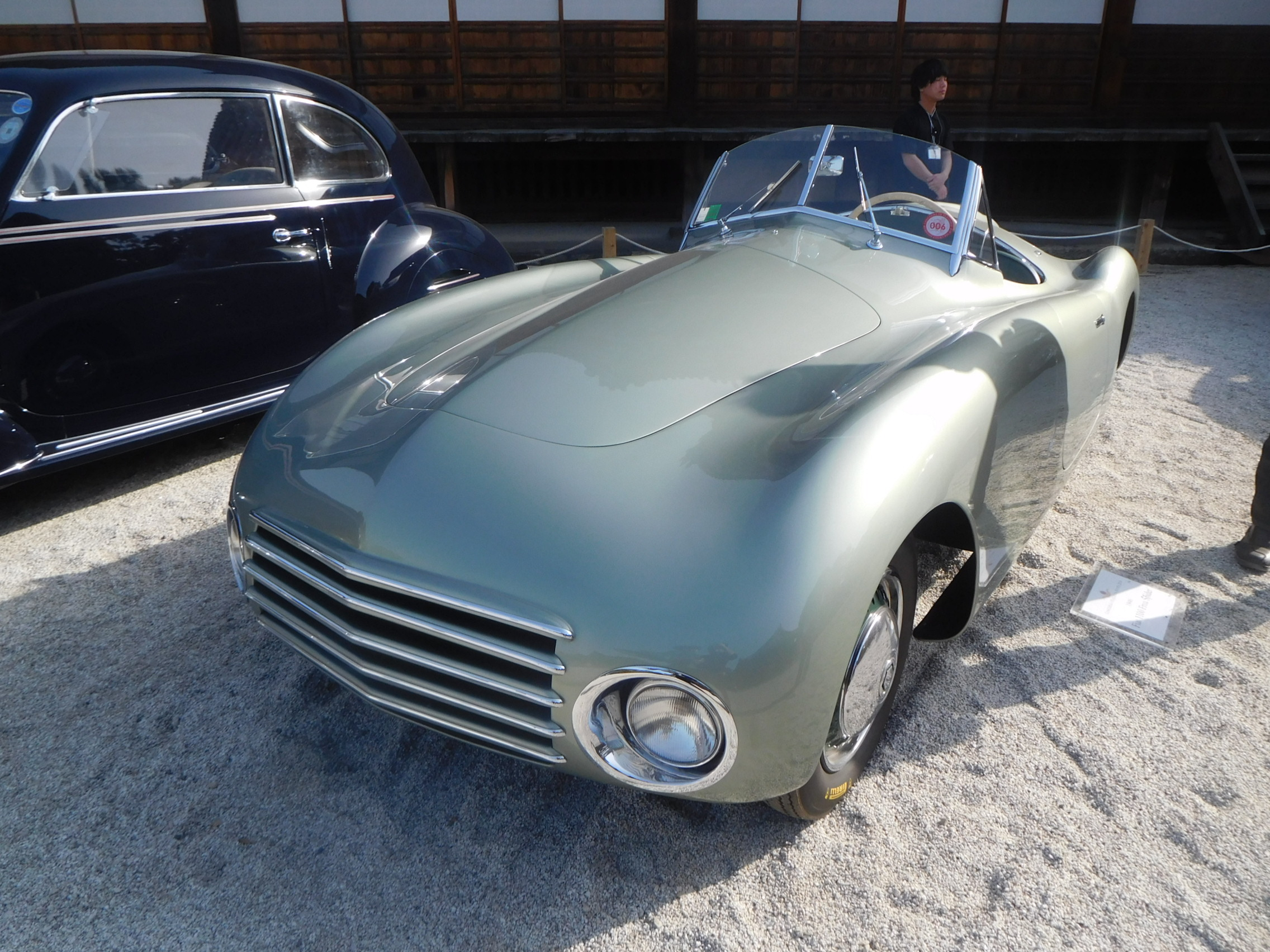
Fiat 1100C Frua Barchetta Spider (1946).

En 1937 il crée sa propre entreprise Carrozzeria Frua, interrompue brutalement par la Seconde Guerre mondiale. Il reprend son activité dès la fin du conflit, en embauchant quinze salariés. Sous son aile protectrice, de nouveaux talents voient le jour, comme Sergio Coggiola (en) qui créera quelques années plus tard l'entreprise qui porte son nom. Il entretient dès cette époque un étroit lien d'amitié à vie avec Giovanni Michelotti, designer de renom, qui remontait à l'époque de son passage dans les établissements Farina. 
La première création de son cabinet de design remonte à 1946 et correspond à une voiture « fuoriserie » comme seuls les Italiens ont développé ce concept, une « barquette » reposant sur une base de Fiat 1100C Frua Spider de la première série de 1939.

Quelques modèles
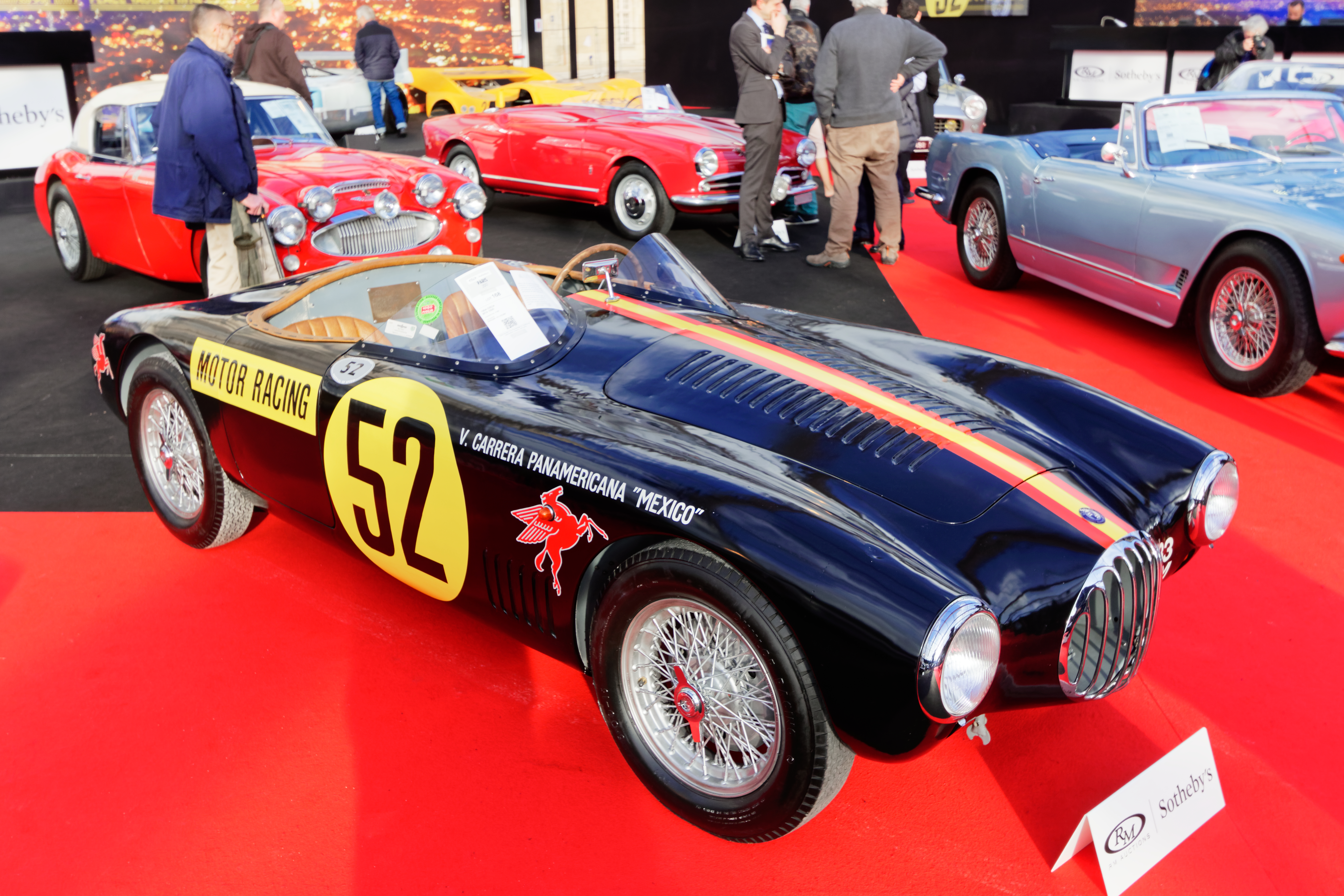
OSCA MT4 (en) Frua (1954).
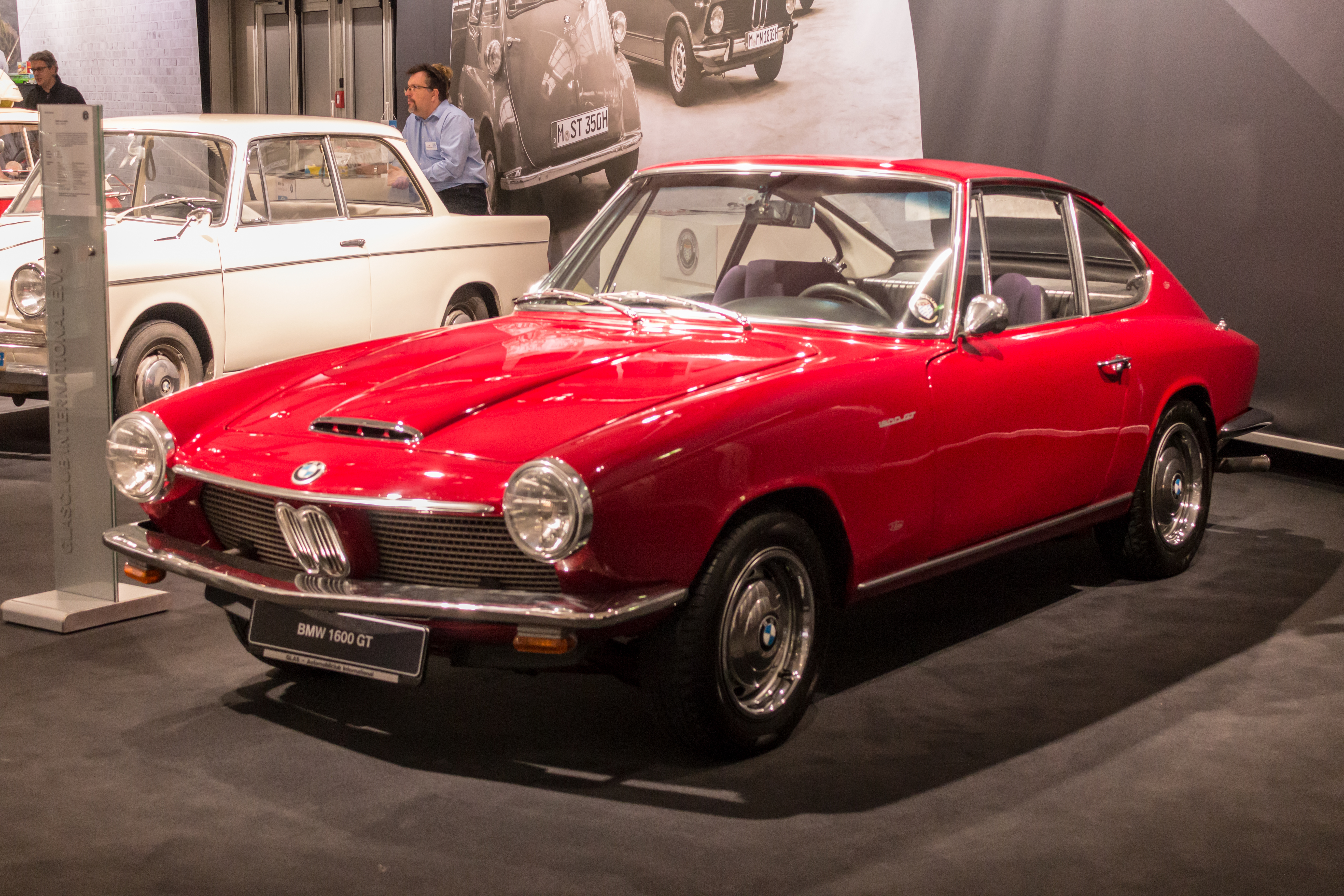
BMW 1600 GT (1966).
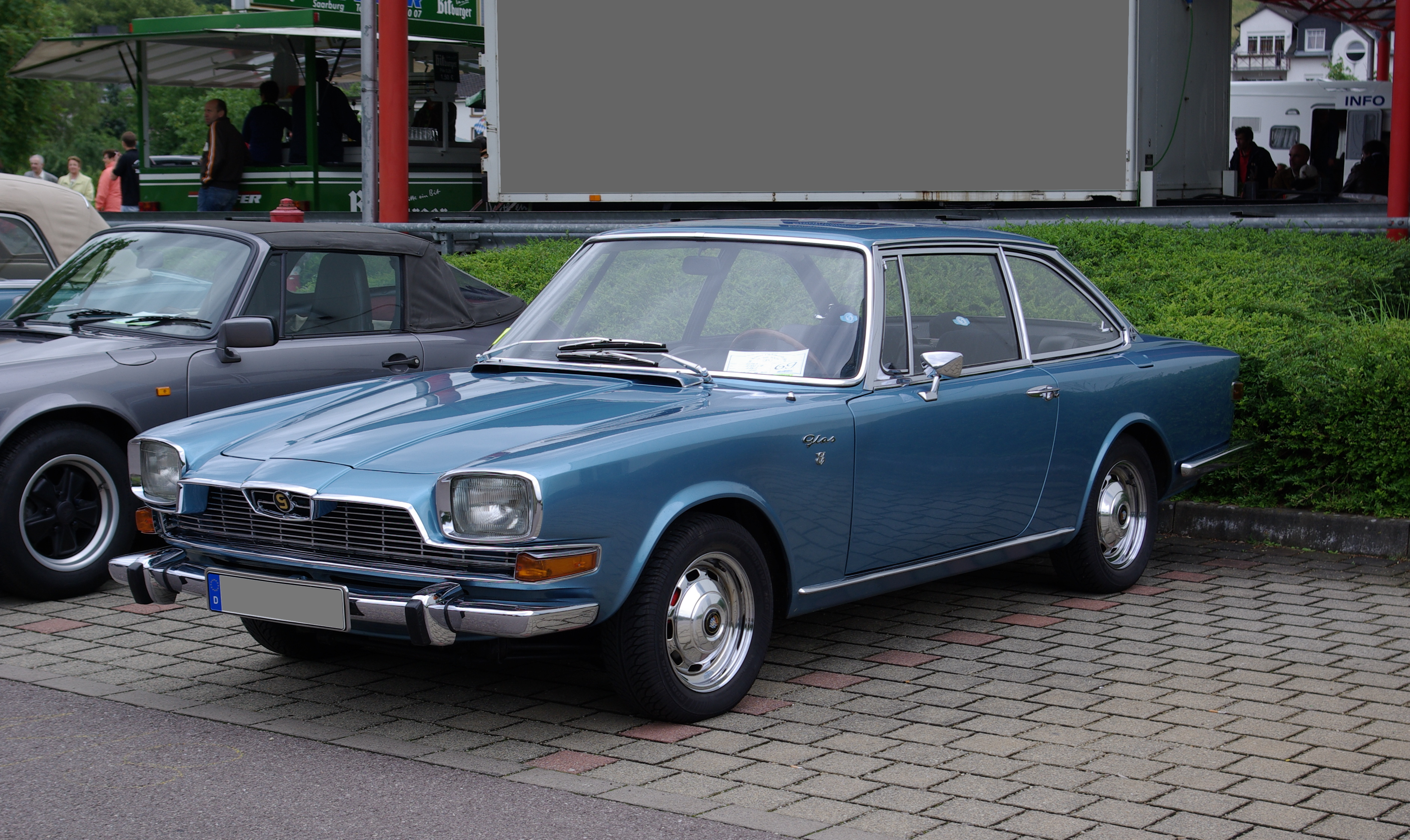
Glas V8 (1966).
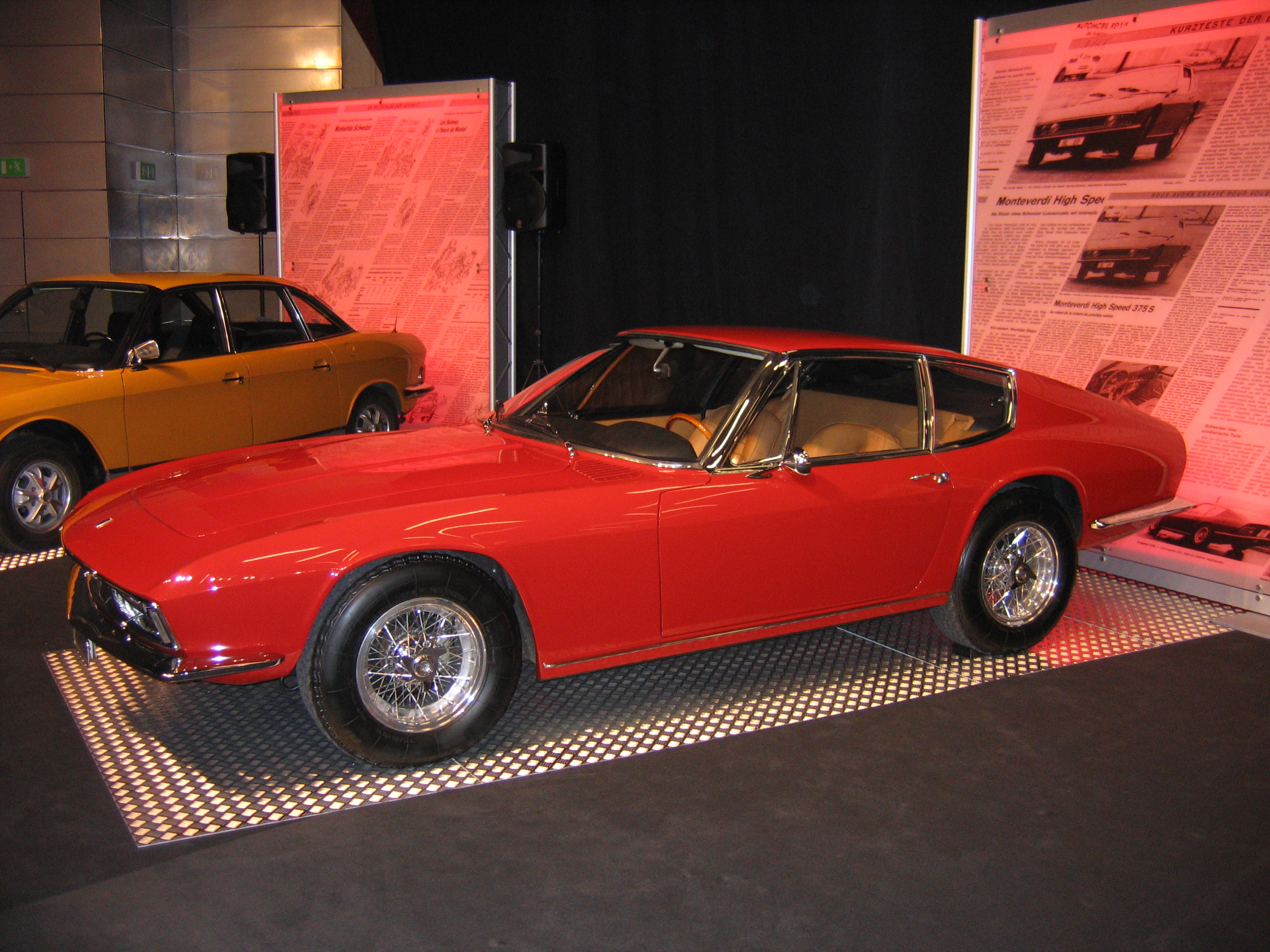
Monteverdi 375 S (1967).
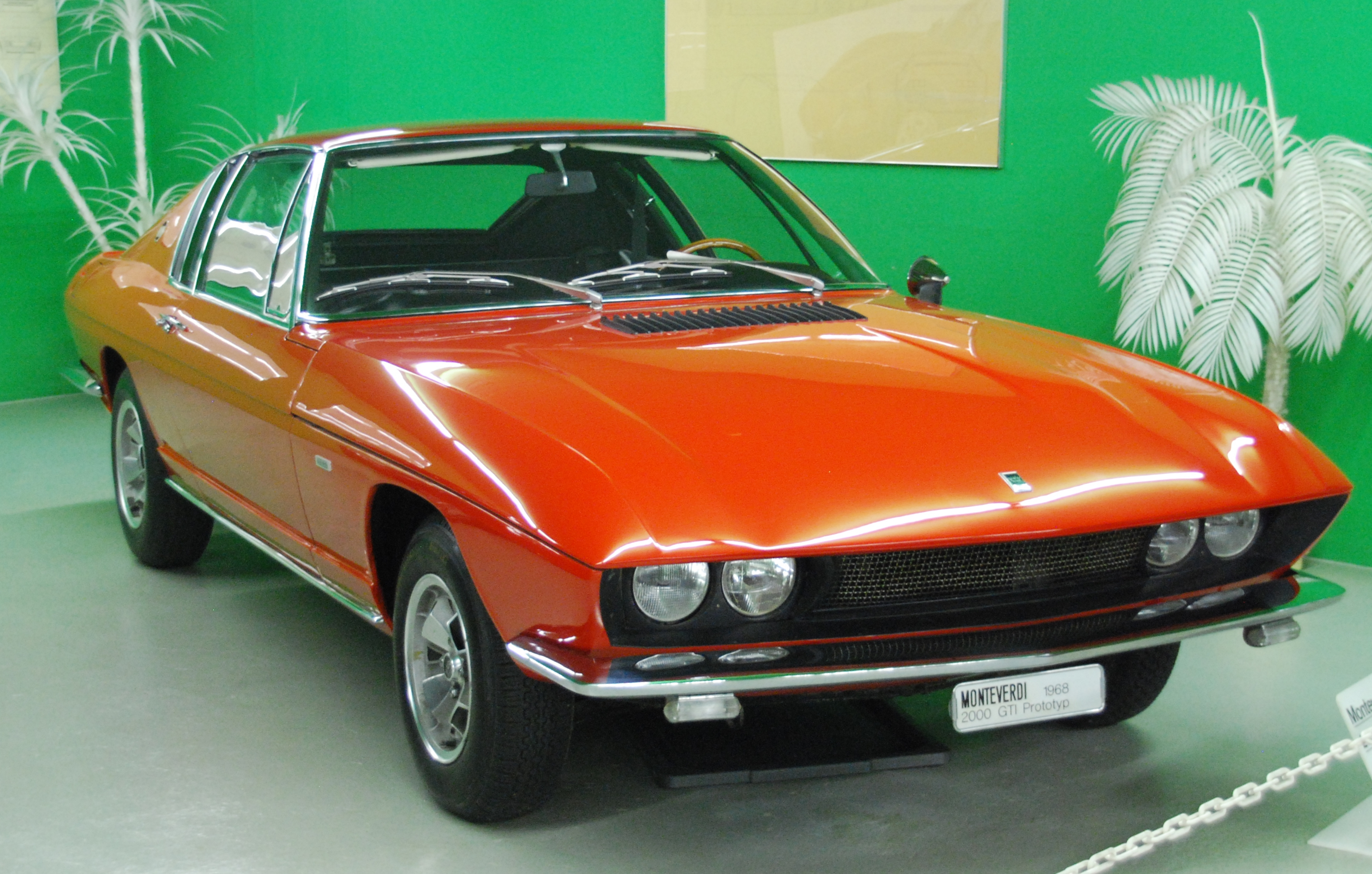
Monteverdi 2000 GT (1969).
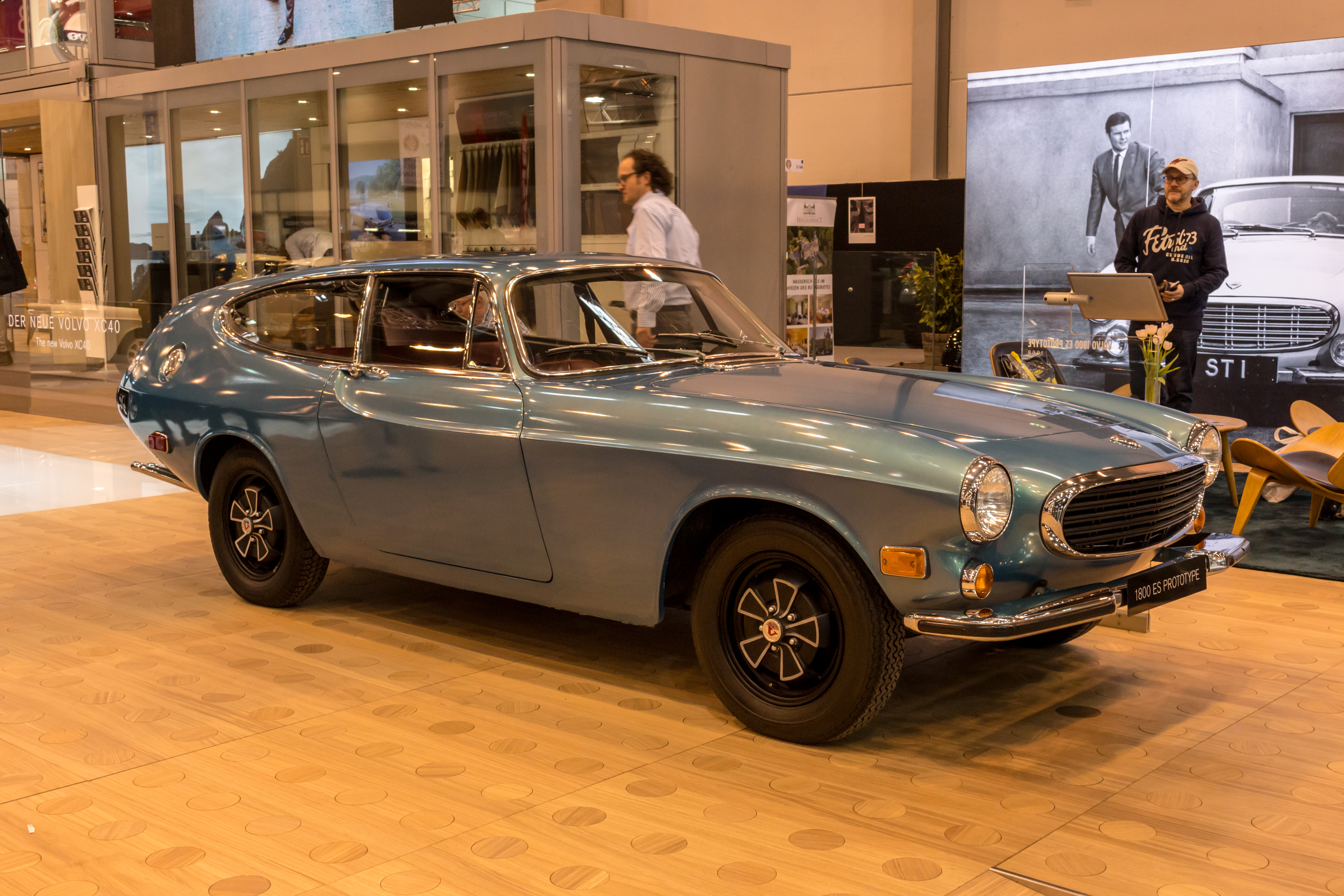
Volvo P1800 Raketen (1969).
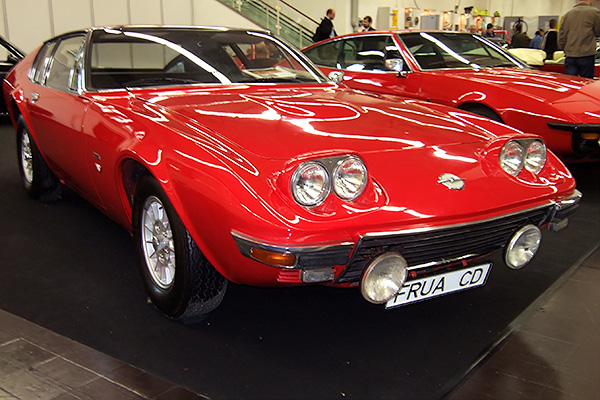
Opel Diplomat CD Frua Coupé (1970).
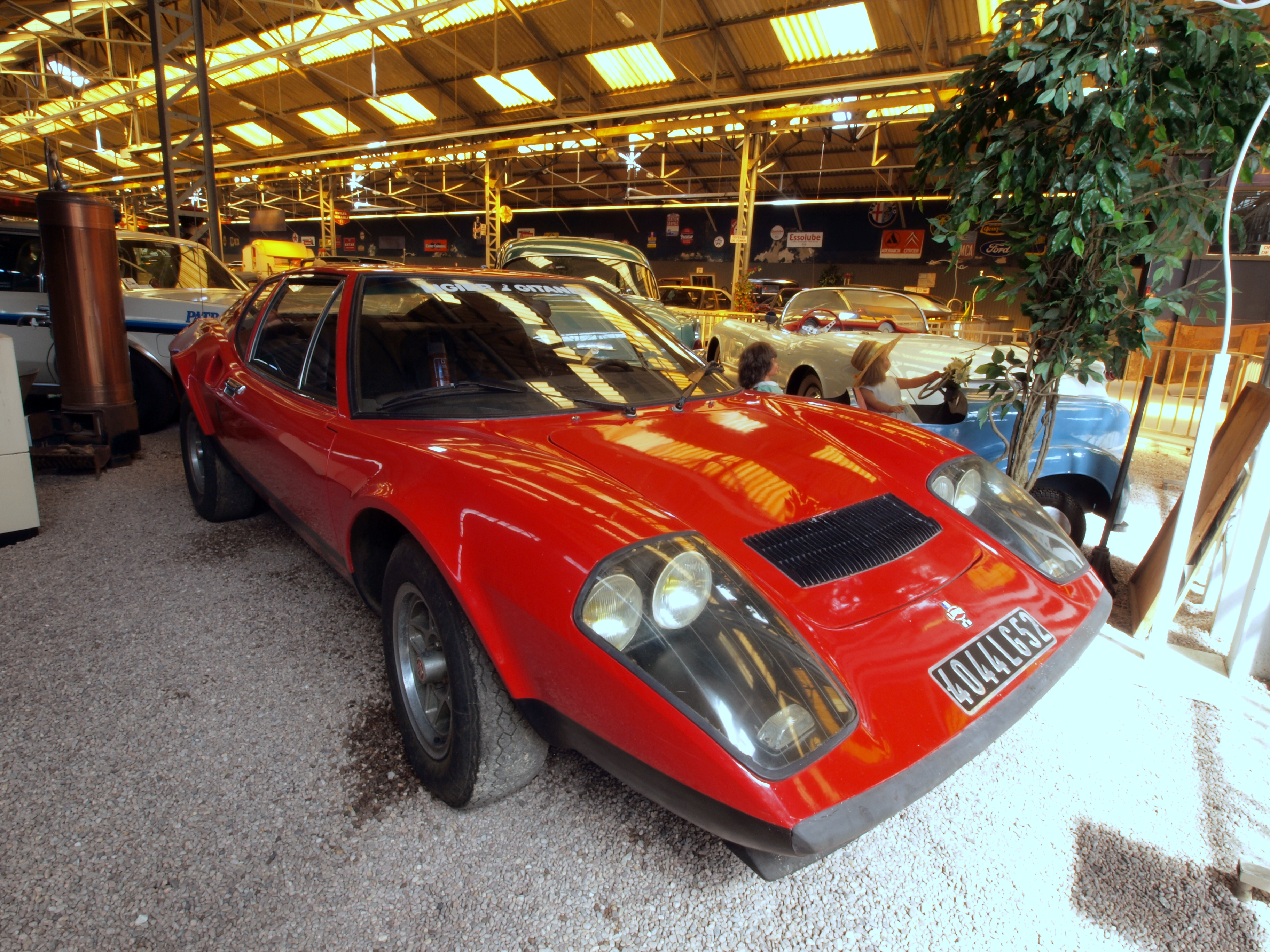
Ligier JS2 (1971).

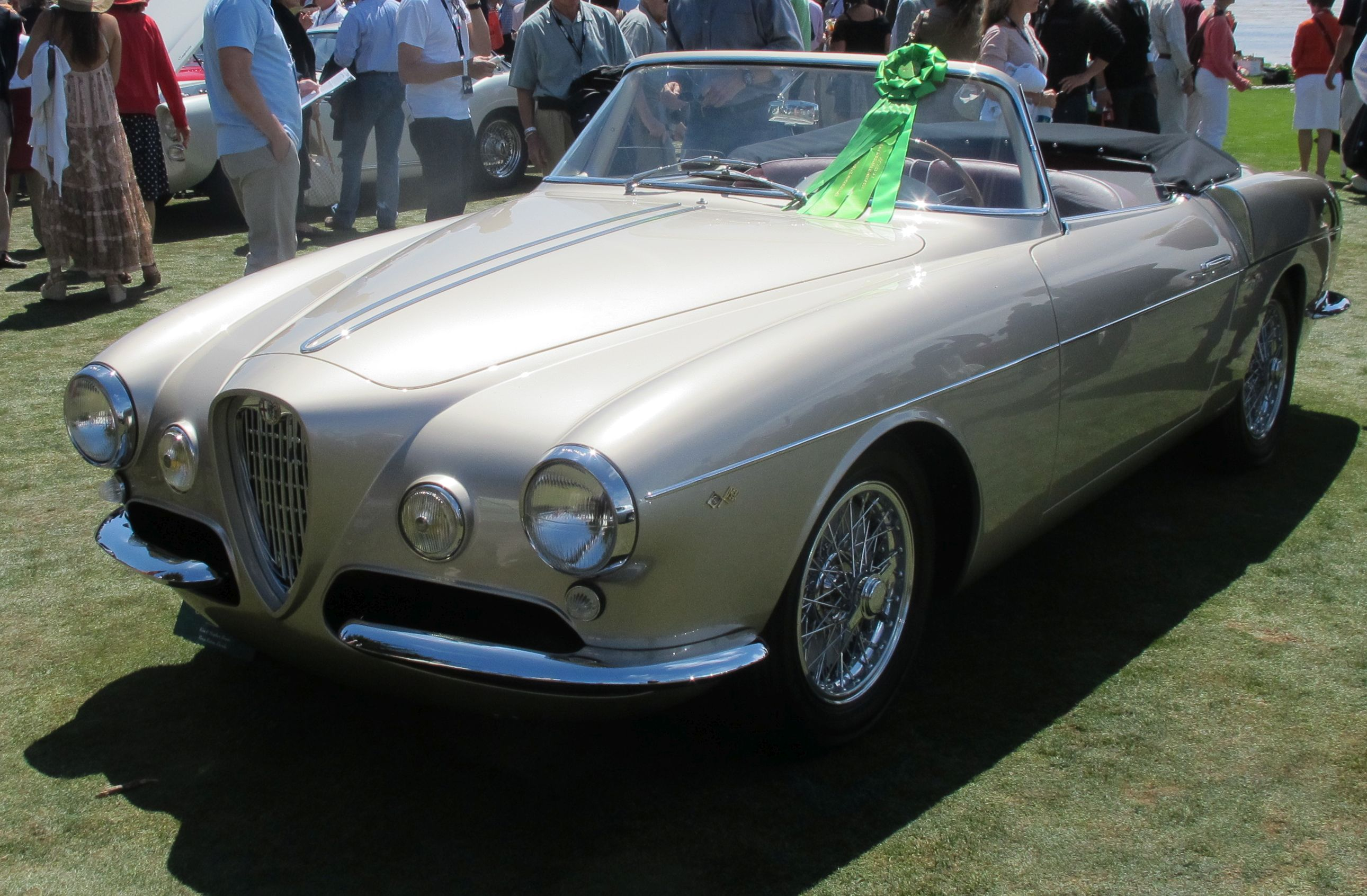
Alfa Romeo 1900C SS Ghia-Aigle (1955).

Durant toutes les années 1950, Pietro Frua consacra son activité essentiellement sur des modèles Fiat, mais il sera également appelé par d'autres marques italiennes comme Maserati et Lancia ou étrangères comme Panhard et Renault. 

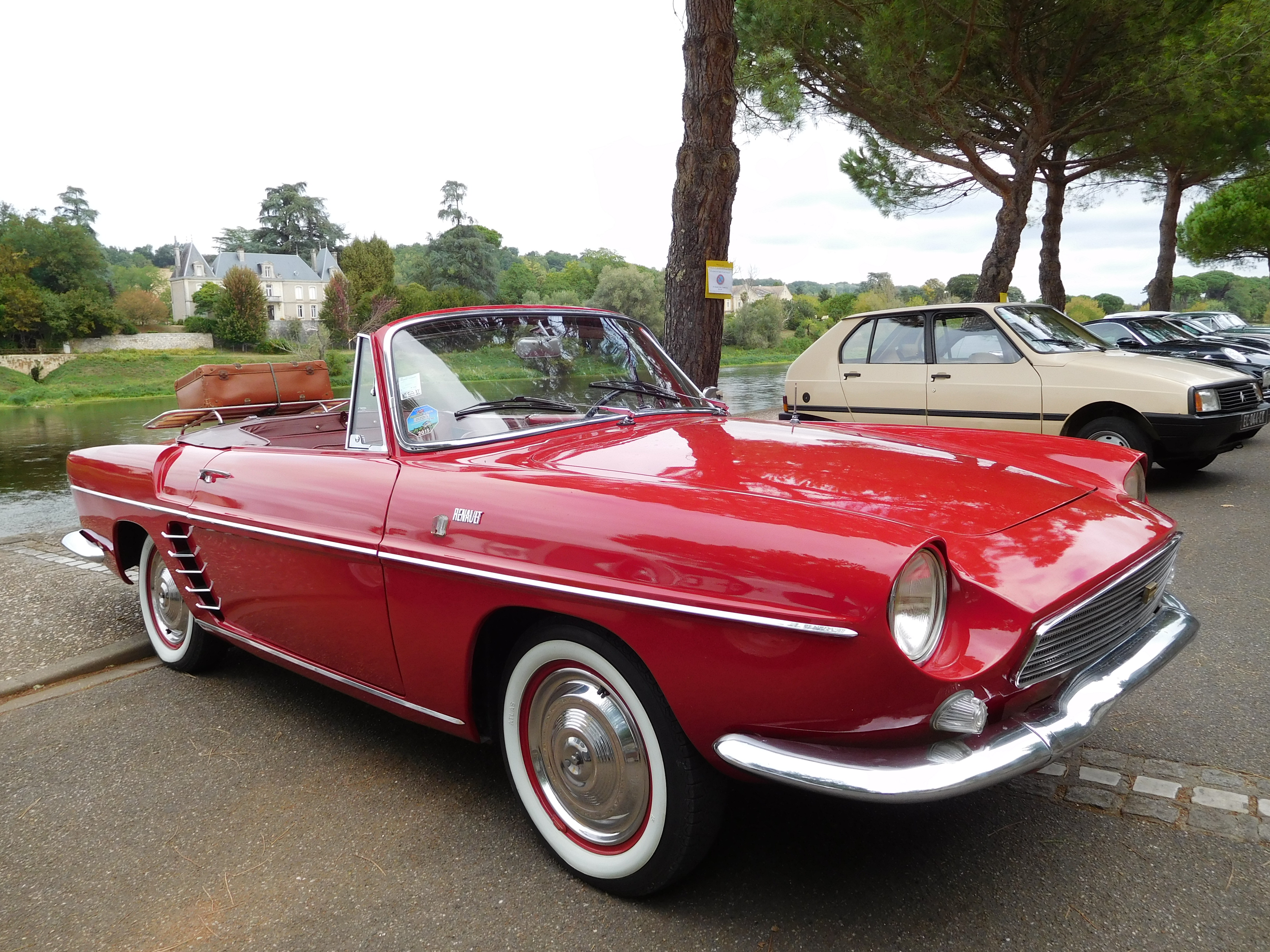
Renault Floride et Caravelle (1958).

Il vend son entreprise Frua en 1957 à Carrozzeria Ghia, pour qui il devient chef-designer, et dessine entre autres les modèles « Ghia-Aigle (en) » et Renault Floride et Caravelle (1958).
Les années 1960 seront les années les plus prolifiques pour Pietro Frua. Il garde d'excellentes relations privilégiées avec Fiat et Maserati, et il sera très souvent sollicité par les constructeurs étrangers. En 1960, le préparateur Hector Bossaert s'adresse à lui pour dessiner un coupé Citroën DS - GT 19 Bossaert, sur une embase de Citroën DS raccourcie de 47 cm et rabaissée de 7 cm, assemblé à l'atelier de la société de Bossaert à Méteren. La partie antérieure est conservée, l'arrière étant très « italien » avec des ailes aileronnées et déhanchées après la portière, et des feux Carello.

Quelques modèles Maserati
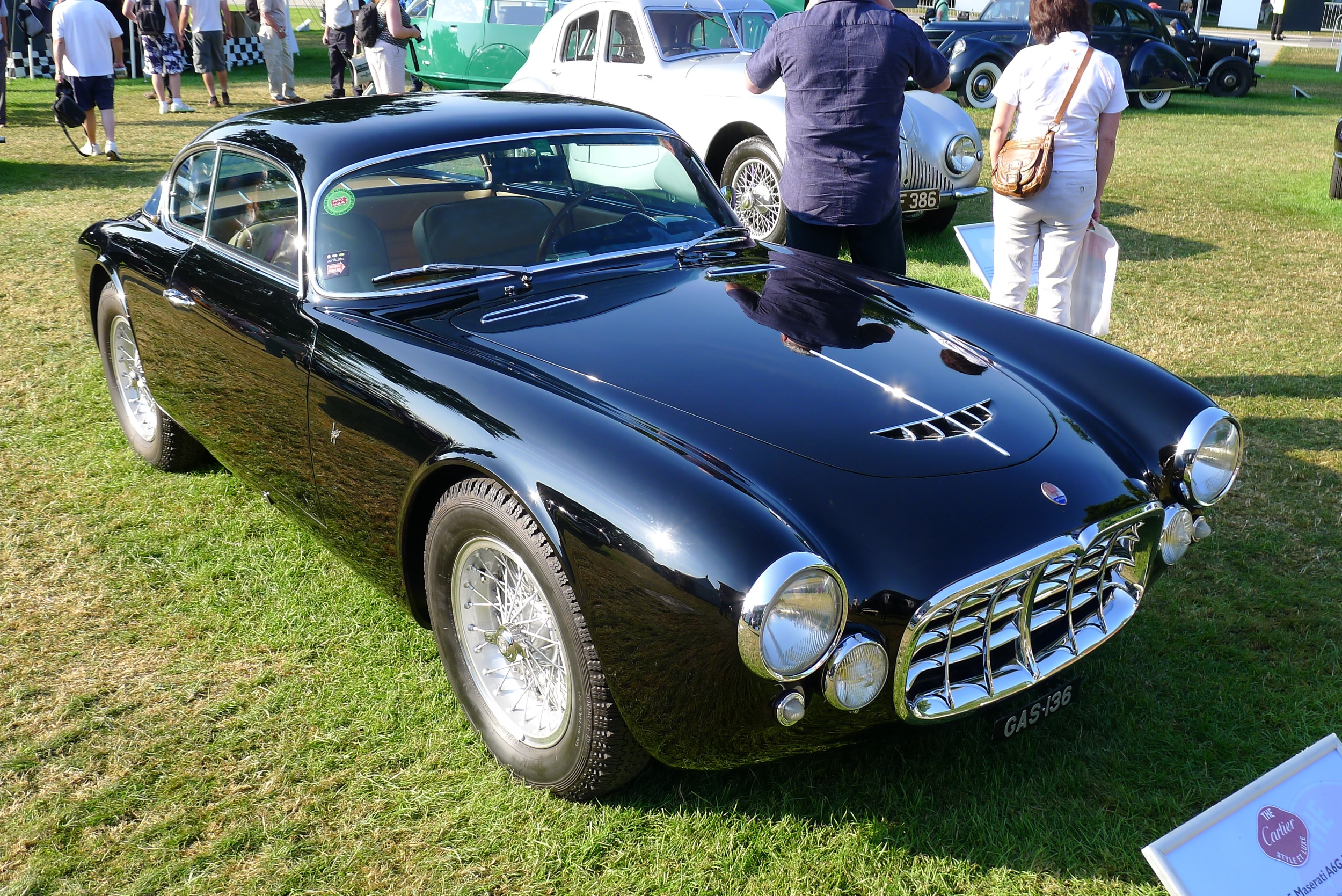
Maserati A6G/54 Frua (1955)
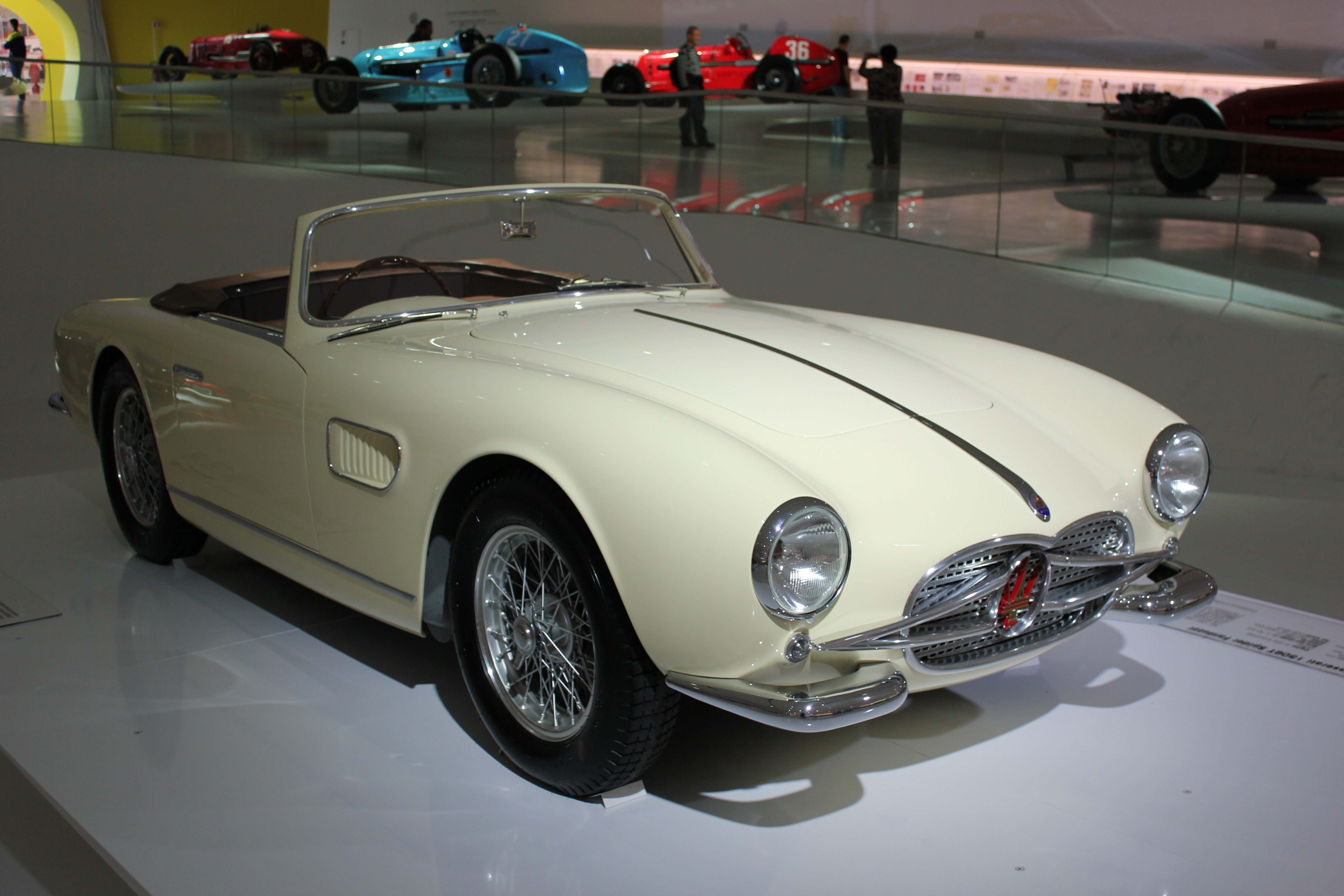
Maserati 150 GT (1957)
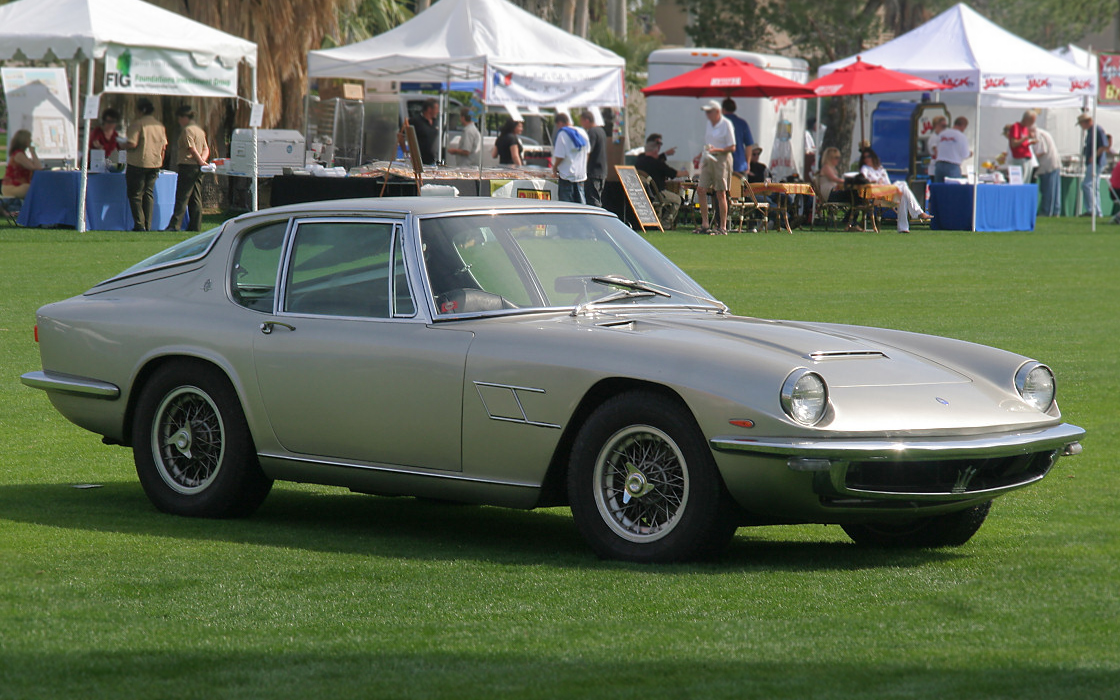
Maserati Mistral (1963)
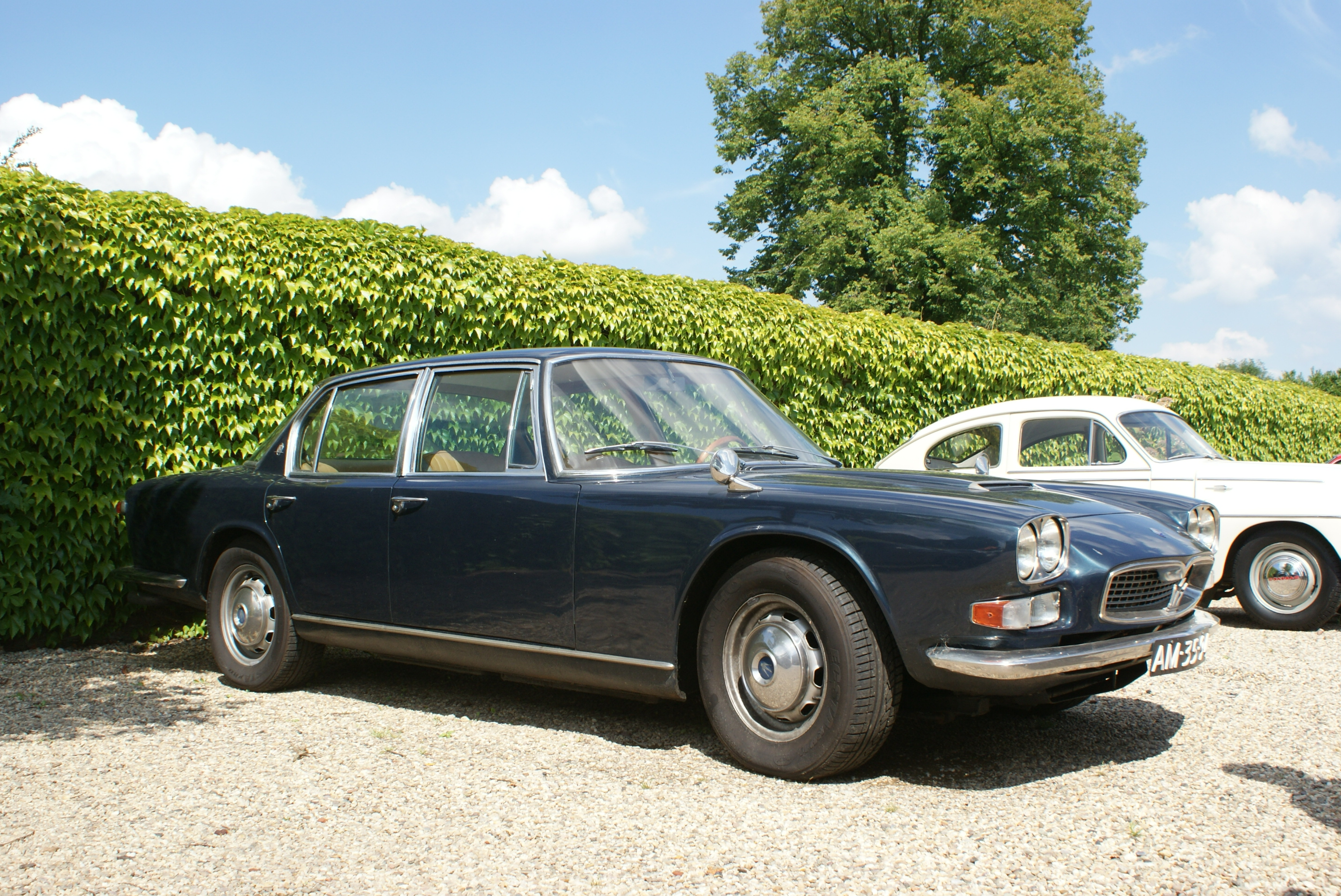
Maserati Quattroporte I (1963)
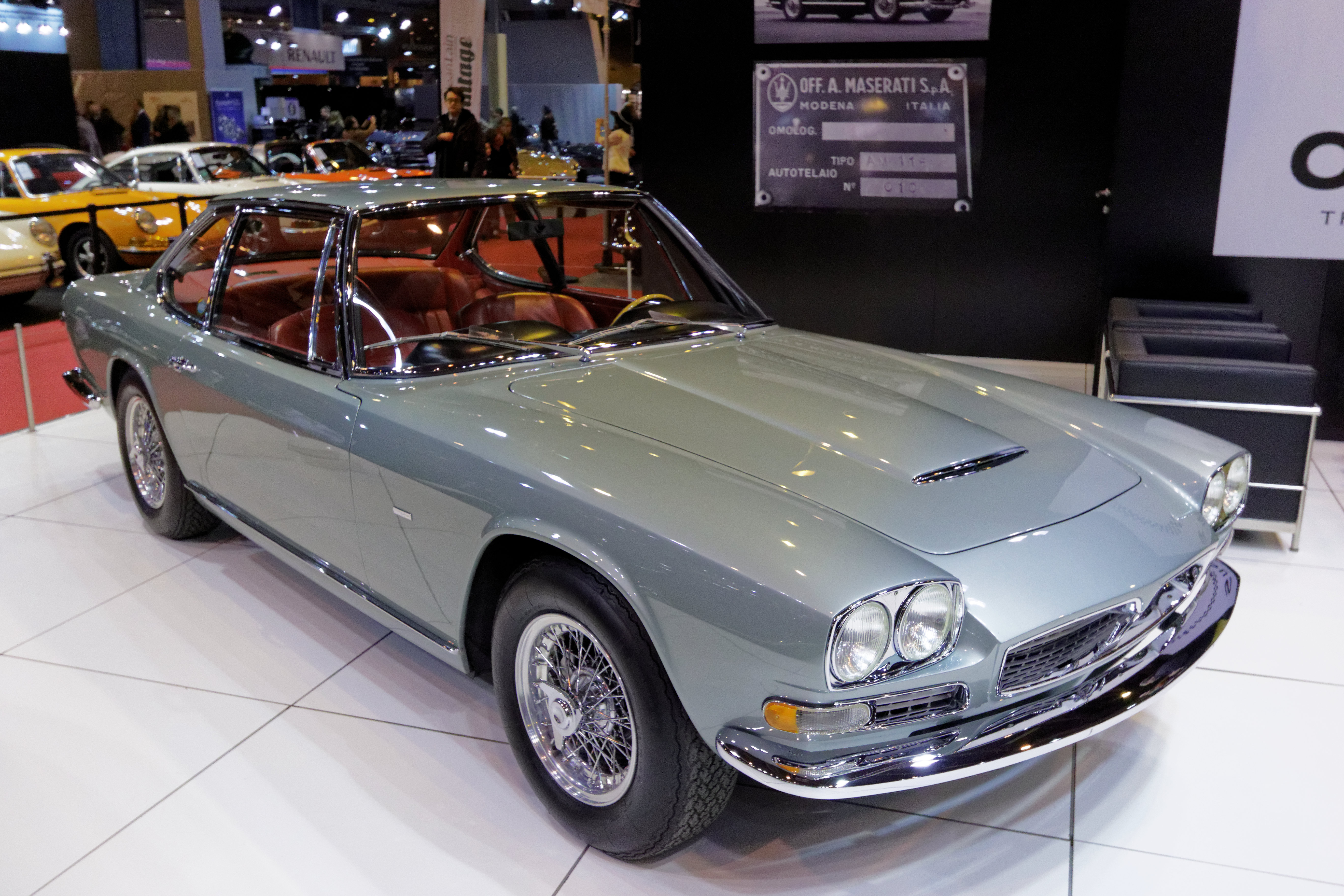
Maserati Mexico Frua (1966)
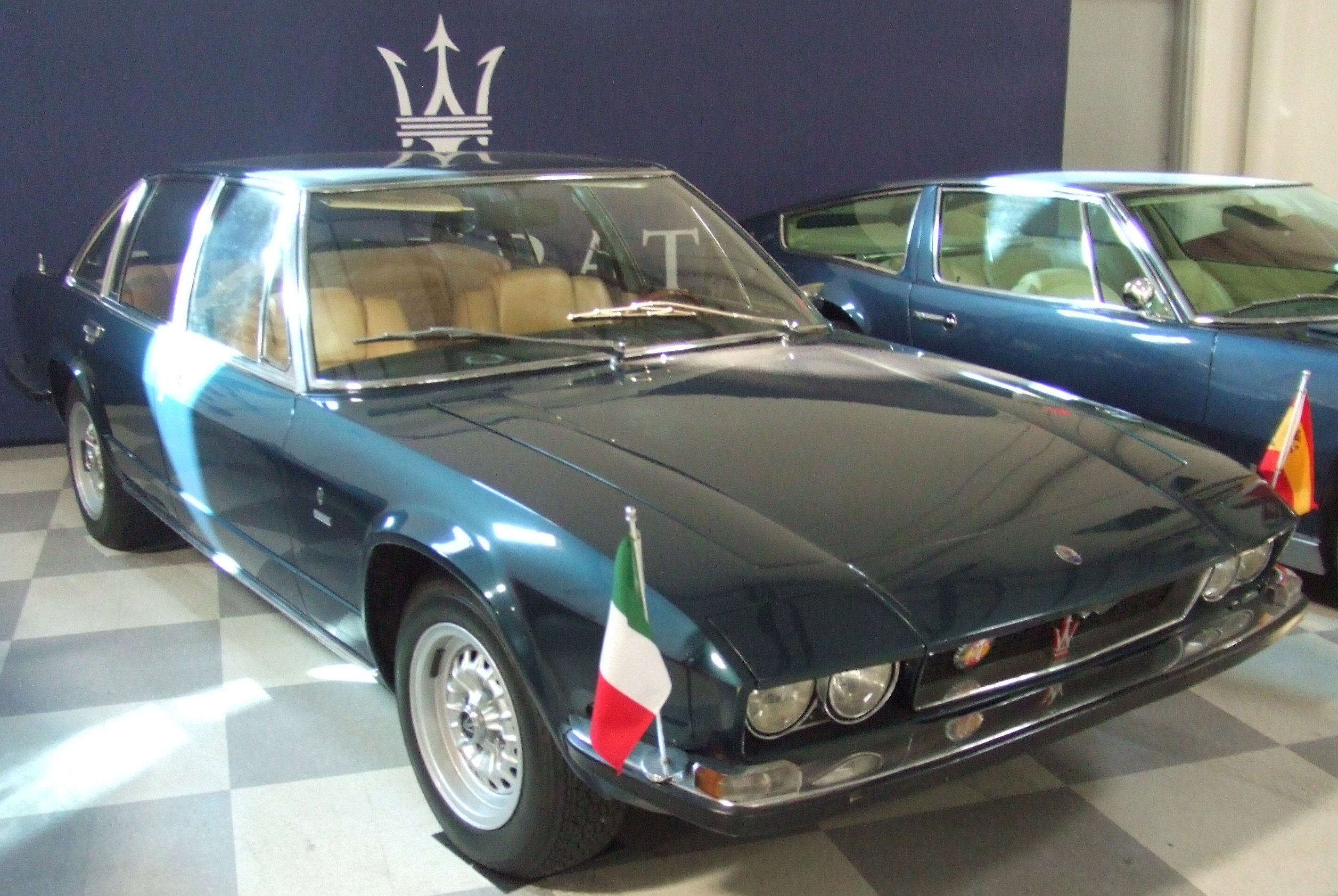
Maserati Quattroporte II du roi Juan Carlos Ier d'Espagne (1971)
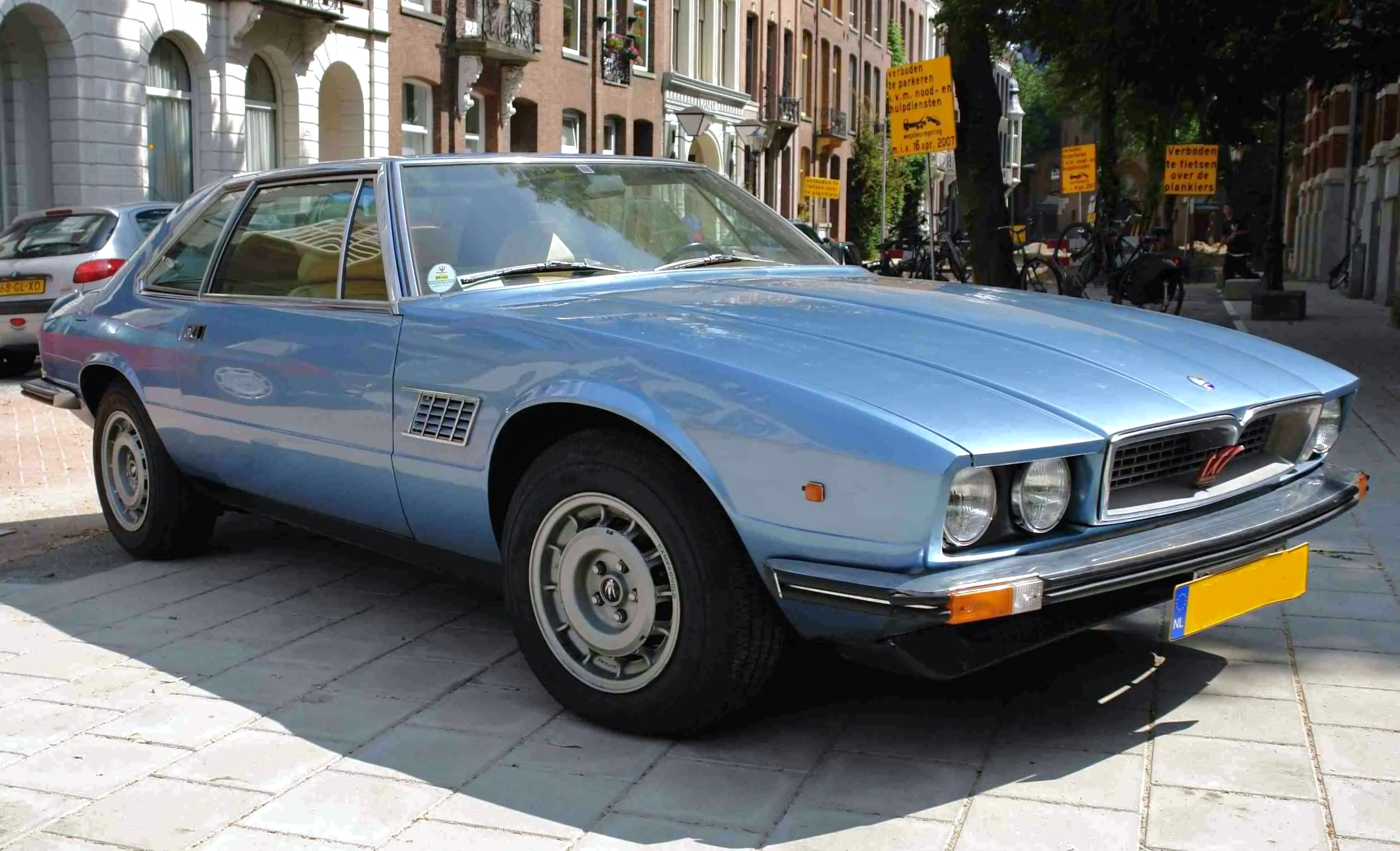
Maserati Kyalami (1977)

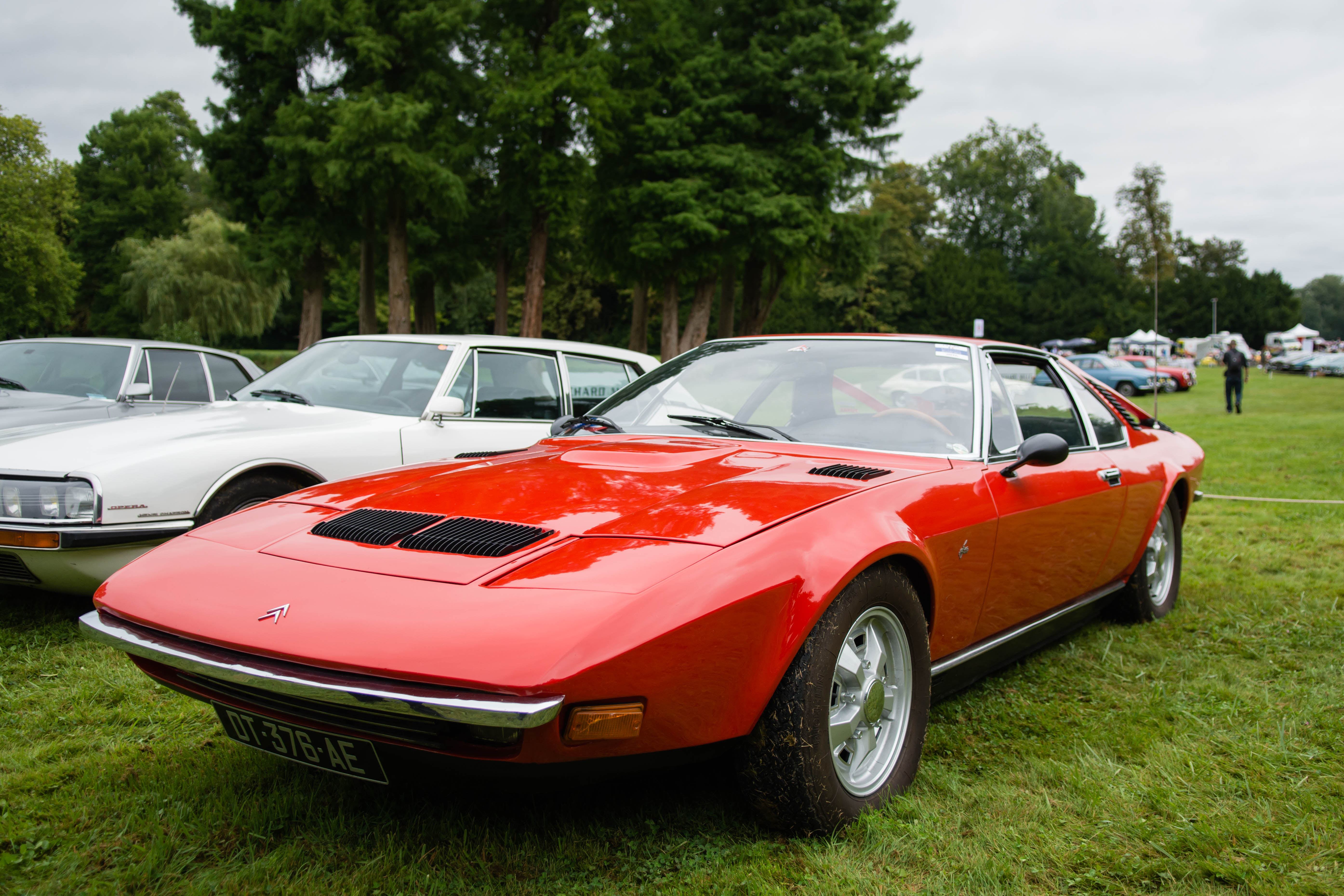
Citroën SM Frua (1972)

On lui doit notamment la quasi-totalité des modèles du constructeur allemand Glas, absorbé par BMW en 1966.
Les années 1970 seront très riches en nouveautés étudiées et/ou réalisées pour de très nombreuses marques, sans prédominance pour l'un ou l'autre des clients précédents.
Pietro Frua meurt, à l'âge de 70 ans, à la suite d'une opération d'une tumeur maligne, le 28 juin 1983.

## Fashion king of the world car

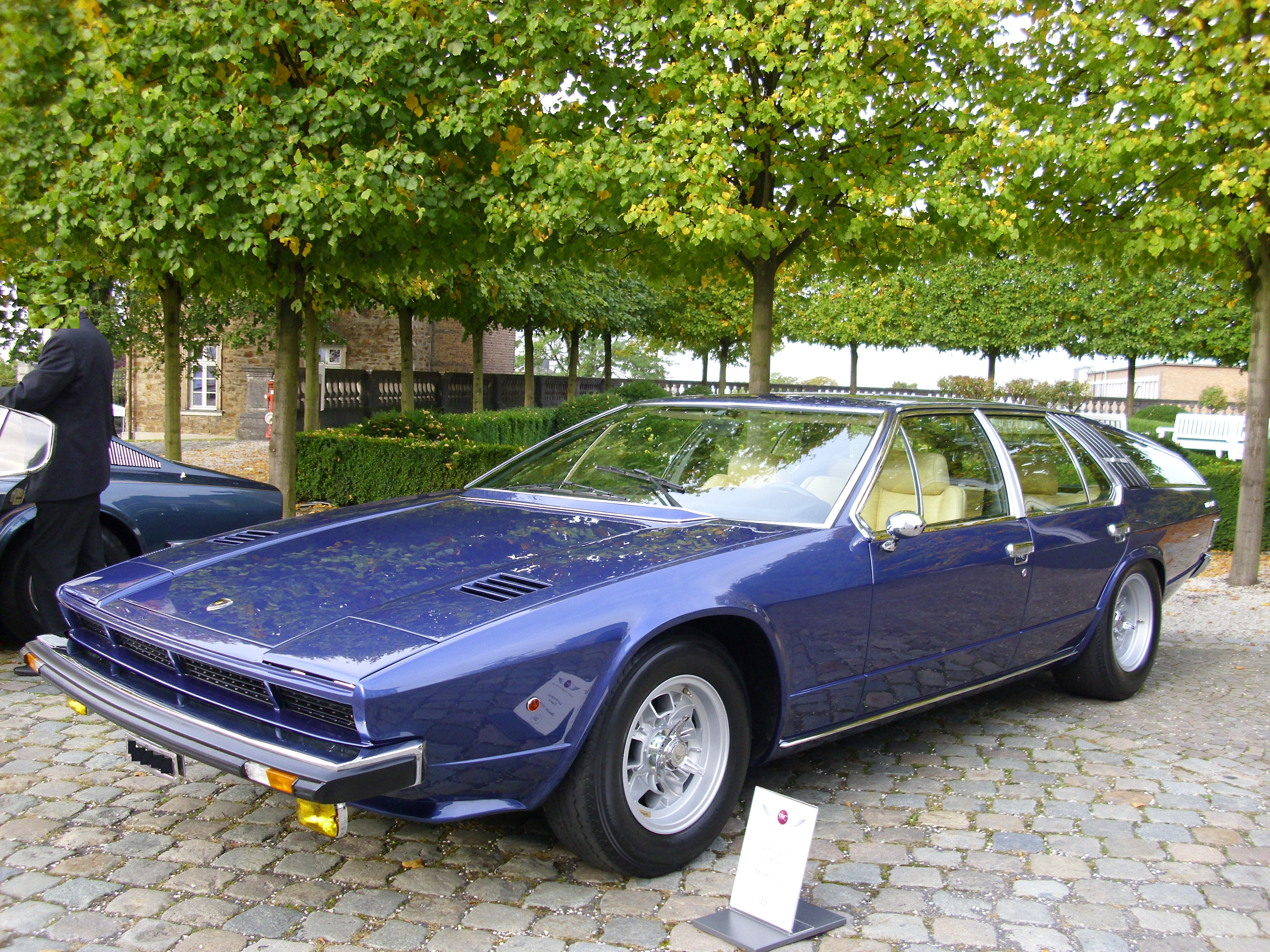
Lamborghini Frua Faena (1978).

Pietro Frua restera dans l'histoire de l'automobile comme un des designers emblématiques de son époque et de la scuola italiana, la fameuse qualité esthétique du design italien.
L'hebdomadaire britannique Picture Post l'a qualifié de « Fashion king of the world car » (Robertson, 1956). Le magazine allemand Der Spiegel rappelle qu'il fait partie du cercle très fermé des plus grands carrossiers de la planète depuis le début des années 1950 avec Nuccio Bertone, Ghia, Giovanni Michelotti, Gian-Battista Pinin Farina (Pininfarina), Alfredo Vignale et Ugo Zagato...
On lui doit plus de 210 créations de carrosseries (dont de nombreux prototypes et concept-cars) pour beaucoup de constructeurs dans le monde, dont AC Cars, Alfa Romeo, BMW , DB/Panhard, Fiat, Ford, Glas, Jaguar, Lancia, Maserati, MG, Lamborghini, Opel, O.S.C.A., Peugeot, Renault, Rolls Royce, Volkswagen et Volvo...